# کنسولگری ترکیه در ارومیه
کنسول‌گری ترکیه در ارومیه یک مکان دیپلماتیک و سیاسی در شهر ارومیه که زیر نظر سفارت ترکیه در تهران به فعالیت می‌پردازد. علاوه بر ارومیه، ترکیه در شهر تبریز نیز دارای کنسول‌گری می‌باشد.

## مکان
کنسول‌گری ترکیه، در خیابان شمس ارومیه واقع شده است.

## سرکنسول‌گر
عثمان پشمن سرکنسول کنسول‌گری ترکیه در شهر ارومیه می‌باشد.

## وقایع
- در زلزله‌های صورت گرفته ترکیه و ایران کنسولگری ترکیه در ارومیه و کنسول‌گری ایران در ارزروم خدمات متقابل و انسان دوستانه داشته‌اند.[۳]
- به دلیل سخنرانی نخست وزیر ترکیه در اجلاس سران داووس بر حمایت از مردم غزه دانشجویان ارومیه در تجمع مقابل این کنسول‌گری از اقدام رجب طیب اردوغان حمایت کردند.[۴]
- به دلیل فشارهای دولت ترکیه بر منطقه کردنشین ترکیه، گاهی کردهای آذربایجانغربی دست به اعتراض در مقابل کنسول‌گری ترکیه در ارومیه زده‌اند.[نیازمند منبع]